# Андреа Камб'язо
Андреа Камб'язо (італ. Andrea Cambiaso, нар. 20 лютого 2000, Генуя) — італійський футболіст, лівий захисник «Ювентуса».

## Клубна кар'єра
Народився 2000 року в Генуї, вихованець футбольної академії місцевої «Дженоа».
У дорослому футболі дебютував 2017 року виступами на правах оренди за команду «Альбіссоле» у Серії D, згодом ще один сезон відіграв на тому ж рівні за «Савону».
Згодом ще по одному сезону провів як орендований гравець у командах третьолігової «Алессандрії» та друголігового «Емполі».
Влітку 2021 року повернувся до «Дженоа», у складі якої від самого початку сезону 2021/22 став стабільним гравцем основного складу на лівому фланзі захисту.
14 липня 2022 року за 8,5 мільйона євро перейшов до «Ювентуса», звідки на сезон 2022/23 був відданий в оренду до «Болоньї». У складі цієї команди протягом цього сезону був стабільним гравцем основного складу і, повернувшись влітку 2023 року до «Ювентуса» дебютував в офіційних іграх й у складі його основної команди.

## Виступи за збірну
2021 року був уперше викликаний до лав молодіжної збірної Італії, наприкінці того ж року дебютував в офіційних іграх за неї. Загалом протягом трьох років взяв участь у 8 іграх за італійську молодіжку.

## Статистика виступів

### Статистика клубних виступів
Станом на 27 серпня 2023
| Сезон             | Команда           | Чемпіонат         | Чемпіонат | Чемпіонат | Національний кубок | Національний кубок | Національний кубок | Континентальні кубки | Континентальні кубки | Континентальні кубки | Інші змагання | Інші змагання | Інші змагання | Усього | Усього |
| Сезон             | Команда           | Ліга              | Ігор      | Голів     | Ліга               | Ігор               | Голів              | Ліга                 | Ігор                 | Голів                | Ліга          | Ігор          | Голів         | Ігор   | Голів  |
| ----------------- | ----------------- | ----------------- | --------- | --------- | ------------------ | ------------------ | ------------------ | -------------------- | -------------------- | -------------------- | ------------- | ------------- | ------------- | ------ | ------ |
| 2017–18           | «Альбіссоле»      | D                 | 21+3      | 0         | КІ-D               | 1                  | 0                  | -                    | -                    | -                    | -             | -             | -             | 25     | 0      |
| 2018–19           | «Савона»          | D                 | 32+1      | 2         | КІ-D               | 3                  | 0                  | -                    | -                    | -                    | -             | -             | -             | 36     | 2      |
| 2019–20           | «Алессандрія»     | C                 | 17        | 0         | КІ+КІ-C            | 1+1                | 0                  | -                    | -                    | -                    | -             | -             | -             | 19     | 0      |
| 2020–21           | «Емполі»          | B                 | 7         | 0         | КІ                 | 2                  | 0                  | -                    | -                    | -                    | -             | -             | -             | 9      | 0      |
| 2021–22           | «Дженоа»          | A                 | 26        | 1         | КІ                 | 2                  | 0                  | -                    | -                    | -                    | -             | -             | -             | 28     | 1      |
| 2022–23           | «Болонья»         | A                 | 32        | 0         | КІ                 | 2                  | 0                  | -                    | -                    | -                    | -             | -             | -             | 34     | 0      |
| 2023–24           | «Ювентус»         | A                 | 2         | 0         | КІ                 | 0                  | 0                  | -                    | -                    | -                    | -             | -             | -             | 2      | 0      |
| Усього за кар'єру | Усього за кар'єру | Усього за кар'єру | 137+4     | 3         |                    | 12                 | 0                  |                      | -                    | -                    |               | -             | -             | 153    | 3      |

### Статистика виступів за збірну
Станом на 27 серпня 2023